# Ethnochoréologie

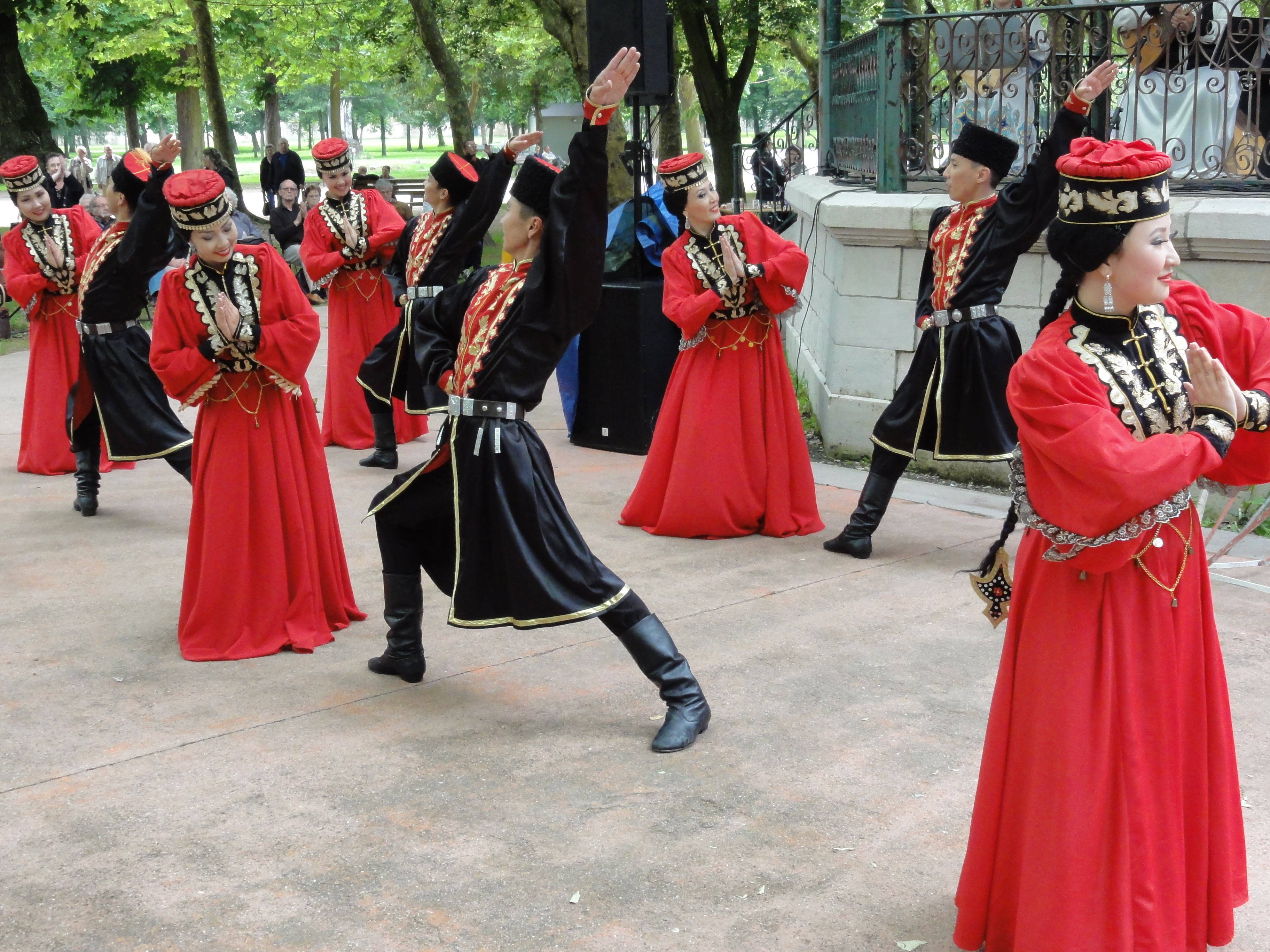
Oiraty, Ballet national de Kalmoukie dont les chorégraphies puisent dans le répertoire des danses folkloriques russes et mongoles

Science de la danse des peuples, l'ethnochoréologie (ou ethnochorégraphie) s'attache principalement à l'étude du répertoire dansé parmi les populations rurales et, plus particulièrement, parmi les peuples extra-européens.